# 箭叶喜林芋
箭叶喜林芋（学名：Philodendron sagittifolium），为天南星科喜林芋属下的一种。